# Chumig
Chumig is een religieuze plaats op ongeveer 15 km ten westen van Shigatse. In de 13e en 14e eeuw was Chumig het centrum van het gelijknamige tienduizendschap. Het bevindt zich in de voormalige provincie Tsang dat sinds de jaren '60 van de 20e eeuw samen met de provincies U en Ngari de Tibetaanse Autonome Regio vormt.

## Geschiedenis
Aan het hoofd van Chumig stond tot ongeveer 1290 de Chumig-trikor, ook wel tripon genoemd. De tripons gingen meerdere keren echtelijke verbindingen aan met de sakyapa, de sterkste heerschappij van Tibet in die tijd. Kort na 1290 viel Chumig onder leiding van tripon Changku Donrin (khri dpon spyang ku don rin) in ongenade vanwege onregelmatigheden tijdens het afleggen van zijn verantwoording bij de sakyapa.
De poging om gratie te verkrijgen van grootkhan Koeblai Khan liep op niets uit, waardoor het tienduizendschap enige tijd onder bestuur kwam van de Sakya Nangso (sa skya nang so). Uiteindelijk viel het toe aan de Shithog Labrang (gzhi thog bla brang) dat eveneens tot de sakyapa behoorde. Na de machtsovername door Changchub Gyaltsen de heerser van Phagmodru-dynastie, werd de trikor uiteindelijk opnieuw onder de Shithog Labrang geplaatst.

## Religieuze betekenis
Het heiligste beeld van de religieuze plaats is een klein beeld van de Groene Tara die Sakya Pandita tijdens zijn verblijf aan het Mongools hof beschermd zou hebben.